# Anderitum

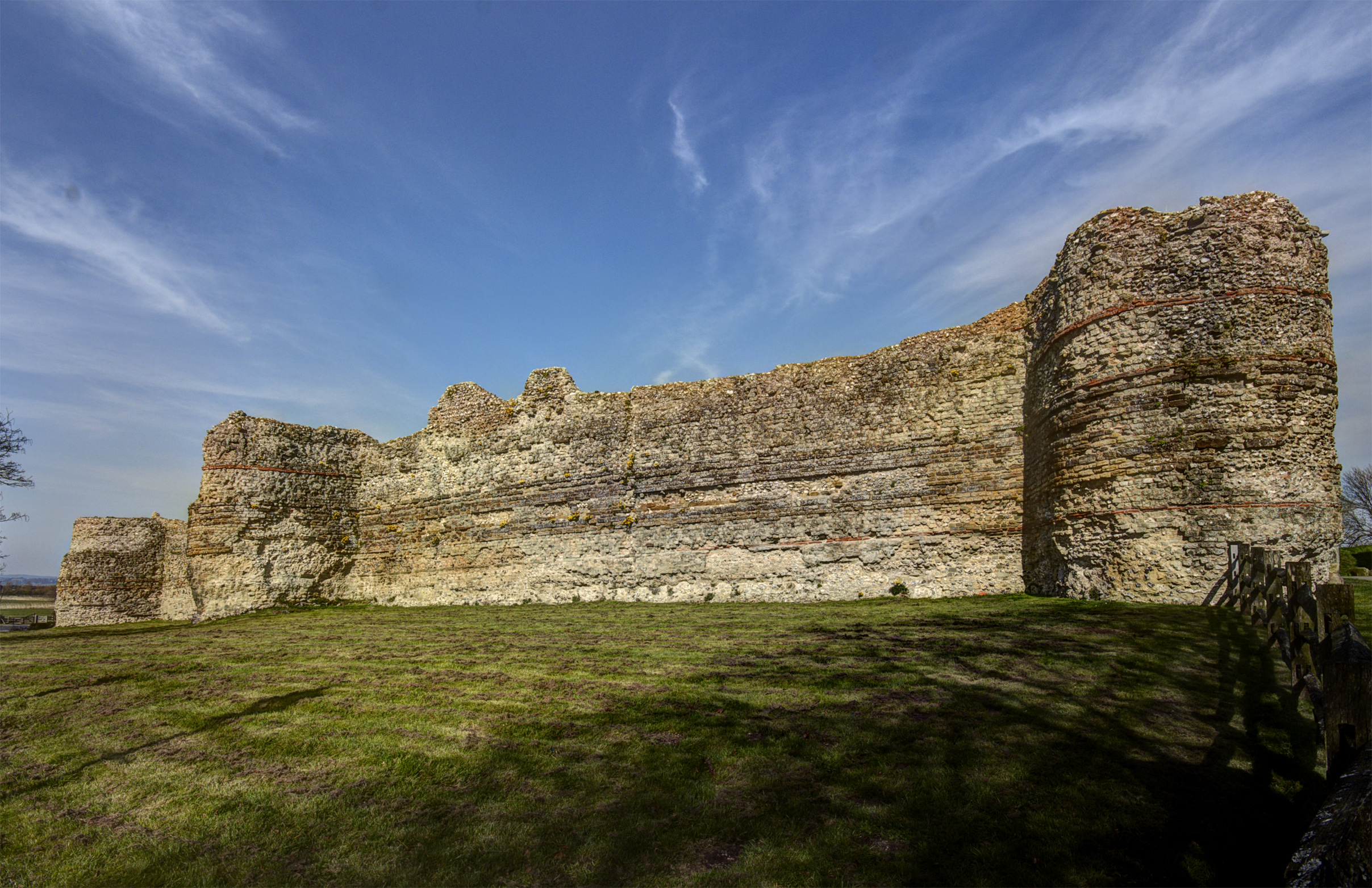
Romeinse muren in het kasteel van Pevensey (westelijke muur)

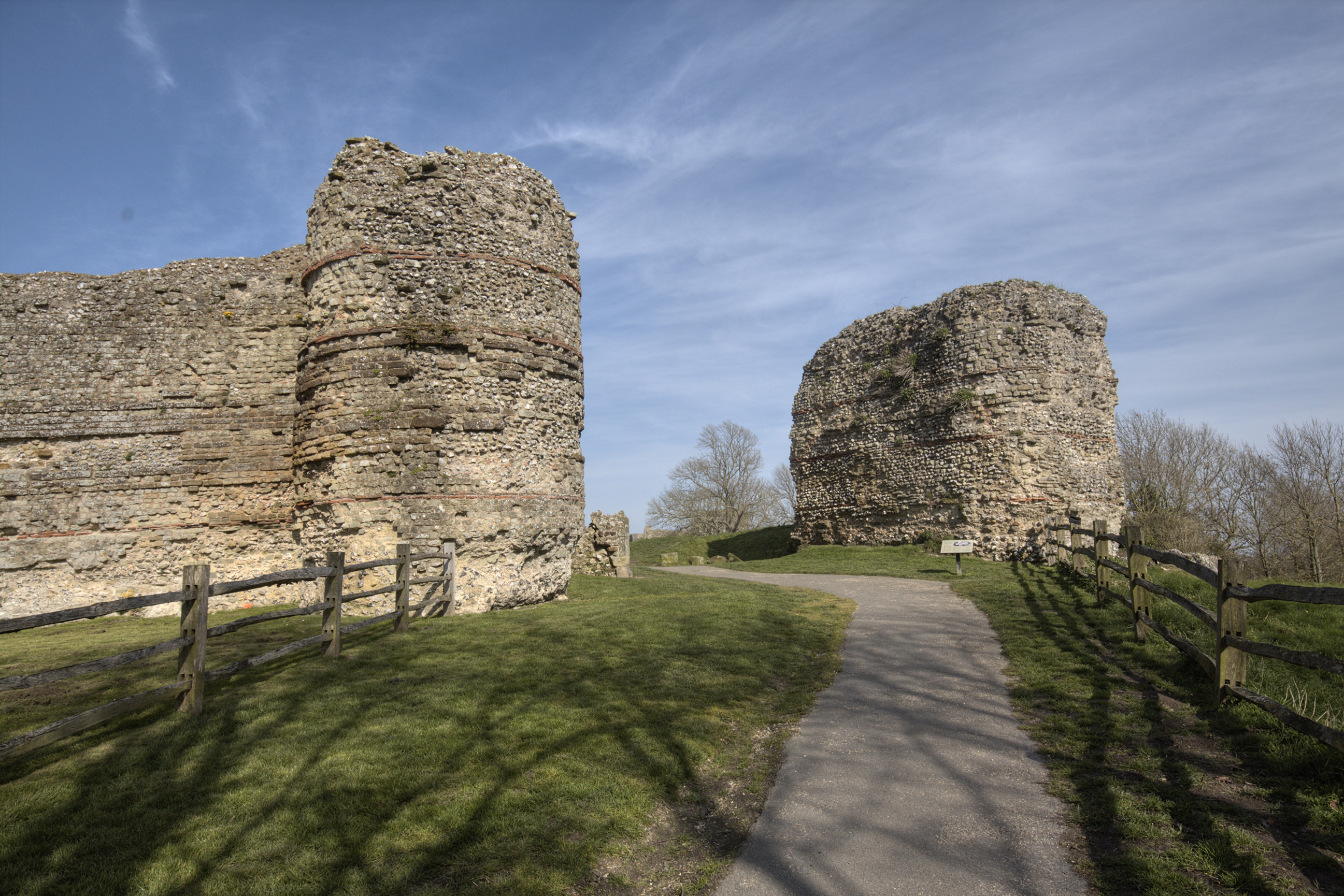
Resten van de toegangspoort tot het Romeinse fort

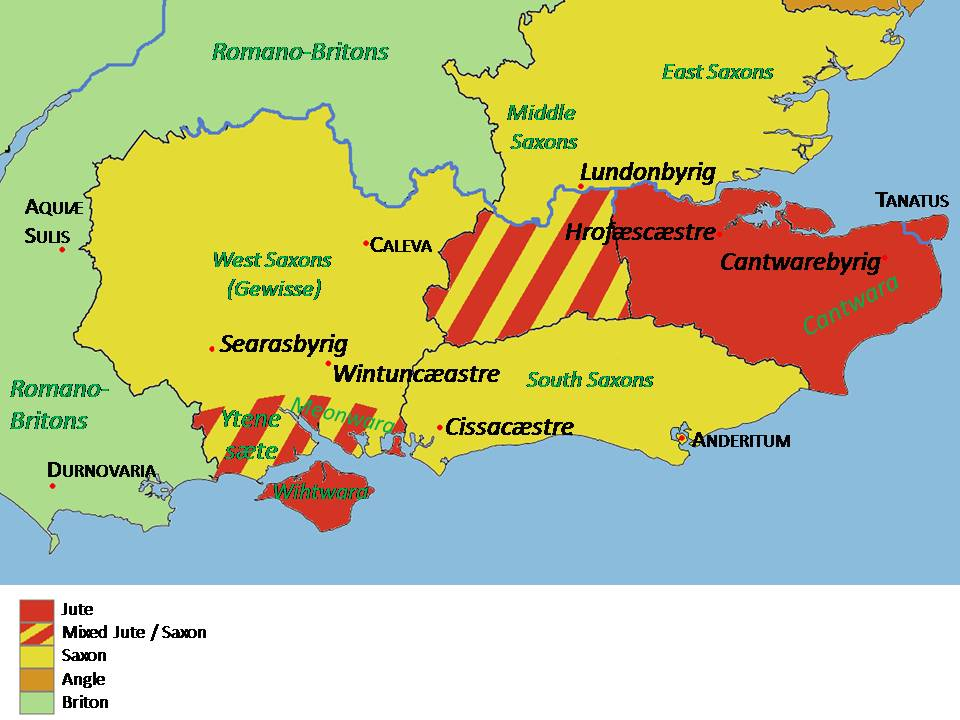
De havenstad Anderitum in het oosten van Zuid-Saksen; heel het Saksisch gebied is in het geel

Anderitum of Anderidos was een Romeins fort aan het Kanaal en was een onderdeel van de Litus Saxonicum in de provincie Britannia. 
Het fort was aan de zee gelegen en werd gebouwd in de 3e eeuw, eerst in hout en later in steen. Het staat in Pevensey, Sussex. Volgens de Notitia Dignitatum, een West-Romeinse lijst van ambten, werd het fort verdedigd door een garnizoen van Abulci; dit waren soldeniers ofwel uit Abula in de provincie Hispania (vandaag: Avila), Romeins Spanje, ofwel Kelten uit Gallië. De commandant van het fort had de titel van Praepositus numeri Abulcorum.
Begin 5e eeuw trokken de Romeinse troepen zich terug uit de provincie Britannia. Burgers schuilden in het fort om zich te beschermen voor binnenvallende Saksen. Anderitum werd, na de val van het West-Romeinse Rijk, een belangrijke haven van de Saksen. Het droeg in de middeleeuwen de namen Andredeceaster en later Pevenesel of Pevensy. Op de resten van het fort werd later het kasteel van Pevensey gebouwd. Willem de Veroveraar overnachtte met zijn troepen in het kasteel, de dag voor de slag bij Hastings.